# Can Marquès (Torroella de Montgrí)
Can Marquès és una obra de Torroella de Montgrí (Baix Empordà) inclosa a l'Inventari del Patrimoni Arquitectònic de Catalunya.

## Descripció
Situat al carrer de l'hospital, és un gran casal entre mitgeres de planta baixa i dos pisos, desenvolupat en planta en forma d'U a l'entorn d'un pati. A la planta baixa hi ha la porta d'accés rectangular, emmarcada en pedra, amb la data del 1871 a la llinda. Són remarcables els balcons del primer pis, amb obertures d'arc rebaixat emmarcades en pedra i guardapols motllurat amb decoració vegetal en relleu. Els obertures del segons pis, modificades,són allindanades. Hi ha una cornisa sobresortint.

## Història
El casal data del segle xviii, si bé en èpoques posteriors s'hi han realitzat diverses reformes. Conserva interessants interiors.